# SOOP
SOOP, anciennement AfreecaTV (en coréen : 아프리카TV, signifiant « Any FREE broadCAsting », c'est-à-dire « Diffusion entièrement gratuite ») est un service de diffusion de vidéo basée sur la technologie du pair-à-pair et actuellement géré et administré par AfreecaTV Co., Ltd. en Corée du Sud après la séparation de Nowcom AfreecaTV Co., Ltd et ZettaMedia en 2011. En juillet 2019, SOOP est classé 4e par le magazine Forbes dans le classement des 200 meilleures entreprises d'Asie à moins d'un milliard.

## Histoire

Ancien logo de SOOP, alors AfreecaTV.

La plateforme de diffusion est créée le 11 mai 2005 et est alors officiellement nommé « AFREECA » le 9 mars 2006.
La plate-forme va des émissions télévisées aux émissions de jeux vidéo en direct, en passant par les performances musicales et les blogs et émissions vidéo de vie quotidienne notamment. Mun Yong-sik, le chef de la société mère d'AfreecaTV, Nowcom, est arrêté en 2008 pour avoir distribué illégalement un film protégé par le droit d'auteur. Certains ont allégué que l'arrestation était politiquement motivée en raison de l'utilisation d'Afreeca par les manifestants pour se coordonner.
En 2024, la plateforme est renommée SOOP, dans un objectif d'élargir son public et de s'étendre à l'international.

## Controverses
De nombreux problèmes sociaux ont eu lieu au sein de Afreeca TV, tels que des offres de faveurs sexuelles et l'humiliation des personnes handicapées. De nombreux vidéastes ont été impliqués dans ces incidents, et ils ont été punis par les responsables d'Afreeca TV par la suspension de leurs identifiants. En raison de ces problèmes, les médias de masse en Corée du Sud se sont inquiétés des effets des plate-formes de diffusion.
Il a été affirmé que la surcharge d'audience a entraîné un paiement excessif des redevances pour la diffusion sur Internet. À la lumière de cela, le Clean Internet Broadcasting Council de Corée du Sud est parvenu à un accord avec AfreecaTV pour réduire le maximum de paiement à moins de 1 million de wons (environ 740 €) par jour d'ici juin 2008.